# Rignac (Aveyron)
Rignac é uma comuna francesa na região administrativa de Occitânia, no departamento de Aveyron. Estende-se por uma área de 33,35 km². Em 2010 a comuna tinha 2 110 habitantes (densidade: 63,3 hab./km²).